# 27 Euterpe
A 27 Euterpe a Naprendszer kisbolygóövében található aszteroida. John Russell Hind fedezte fel 1853. november 8-án.